# Canthylidia sulphurea
Canthylidia sulphurea là một loài bướm đêm trong họ Noctuidae.